# 12.9インチiPad Pro (第3世代)
12.9インチiPad Pro（12.9インチアイパッド プロ）はAppleが開発、販売したタブレット型コンピュータである。同時に発売された11インチiPad Pro (第1世代)とともに、iPadシリーズにおける最上位モデルである。画面サイズはシリーズ最大となっている。

## 概要
2018年10月30日（現地時間）のスペシャルイベントで発表され、11月7日に販売が開始された。SoCには、新しいApple A12X Bionicチップを搭載している。12.9インチiPad Pro (第2世代)や10.5インチiPad Pro、Apple TV 4K（第1世代）などに搭載されているA10Xよりもシングルコア性能が35％、マルチコア性能が90%高速化し、市場にある92%のモバイルノートより高速とされた。メモリは1TBモデルは6GB。それ以外は4GB。ホームボタンがなくなったことで、第2世代の筐体の大きさ(305.7 x 220.6 x 6.9 mm 677 g)に比べて、同じ画面サイズながら、コンパクト・軽量になっている(280.6 x 214.9 x 5.9 mm 631 g)。ホームボタンの廃止により、Touch IDの代わりに赤外線センサを使用したFace IDを搭載した。Face IDはiPhone Xと異なり、画面を横向きにした状態でも利用可能である。充電はLightning端子でなく、USB-Cで行う。四隅が丸いLiquid Retinaディスプレイを搭載している。4辺のベゼルが同じ幅のデザインを採用し、イヤホンジャックが廃止されている。新しくストレージが1TBのモデルも登場した。カラーバリエーションは、シルバーとスペースグレイだけとなった。

### 急速充電
USB PD準拠し、最大45W(15V 3A)での充電に対応している。

### 専用オプション
iPad Proの画面スペックを活かすため、専用のオプションが2つ用意されている。

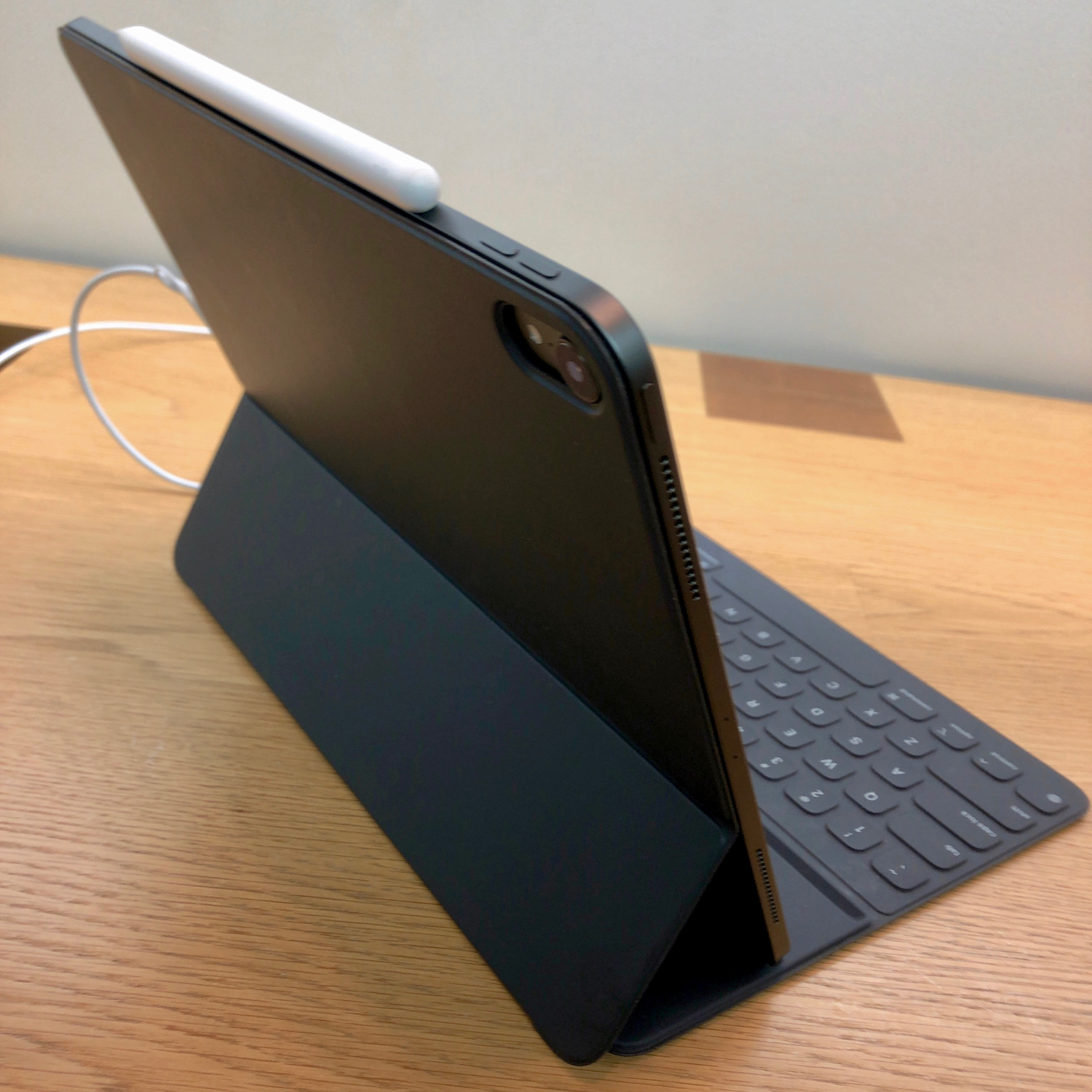
Smart Keyboard Folioを装着した背面側。

Smart Keyboard Folio
Apple Pencil (第2世代)

## iPadモデルの変遷
（横スクロールできる画像です）